# 绝育斯魏霉
绝育斯魏霉（学名：Strongwellsea castrans）是属于虫霉目虫霉科斯魏霉属的一种真菌，寄生在斑腹蝇上。该种分布于中国、美国、加拿大、英国、捷克、瑞士等地。